# Aimer, boire et chanter (valse)
Pour les articles homonymes, voir Aimer, boire et chanter.
Aimer, boire et chanter (allemand : Wein, Weib und Gesang, traduit littéralement en Vin, femmes et chant) est une célèbre valse composée par Johann Strauss II en 1869, référencée sous l'opus 333. Elle est composée en 1869 comme œuvre chorale pour l'Association de chant masculin de Vienne (Wiener Männergesang-Verein) et créée le 2 février 1869, lors de la soirée des fous de l'association[Quoi ?], dans la salle Dianabad à Vienne.

## Histoire
La valse est l'une des neuf œuvres chorales (six valses, deux polkas et une marche) de Johann Strauss (II qu'il compose pour l'Association de chant masculin de Vienne. Elle est dédiée au musicien et chef de chœur honoraire du chœur, Johann von Herbeck. La valse est accueillie avec enthousiasme. Certains critiques pensent qu'elle peut devenir aussi populaire que la valse Le beau Danube bleu. Johannes Brahms, ami personnel de Johann Strauss, est également enthousiaste.
La devise de la valse « Celui qui n'aime pas le vin, les femmes et le chant restera un imbécile toute sa vie » a une longue tradition et est attribuée à tort à Martin Luther. Elle date probablement du XVIIIe siècle.
La valse est jouée pour la première fois en version instrumentale le 16 mars 1869. Sous cette forme, elle reste de nos jours une pièce du répertoire populaire dans les programmes de concerts.

## Durée
Sa durée d'exécution est d'environ 11 minutes et 40 secondes. Elle peut varier quelque peu selon l'interprétation musicale du chef d'orchestre.

## Réutilisations musicales
- Des motifs de la valse sont utilisés dans l'opérette Wiener Blut, composée par Adolf Müller sur la base de motifs de Strauss.
- Johannes Brahms cite musicalement cette valse dans son premier quatuor à cordes, opus 51.

## Interprétations notables
La pièce est jouée lors du célèbre concert du nouvel an à Vienne : en 1947, sous la direction de Josef Krips ; 1963, 1969, 1975 et 1979, sous la direction de Willi Boskowsky ; 1986, sous la direction de Lorin Maazel ; 2000, sous la direction de Riccardo Mutti ; 2010, sous la direction de Georges Prêtre ; 2015, sous la direction de Zubin Mehta ; 2025 sous la direction de Riccardo Muti.

### Biographie
- Peter Kemp: Die Familie Strauss: Geschichte einer Musikerdynastie. Biographie de Heyne,  (ISBN 3-453-04621-8), pages 72, 149 et 197.